# Knape
Knape so naselje v Občini Škofja Loka.